# Stephen Fulton
Stephen Fulton est un boxeur américain né le 17 juillet 1994 à Philadelphie, Pennsylvanie.

## Carrière
Passé professionnel en 2014, il devient champion du monde des poids super-coqs WBO le 23 janvier 2021 après sa victoire aux points contre Angelo Leo. Fulton remporte ensuite la ceinture WBC de la catégorie en battant Brandon Figueroa aux points le 27 novembre 2021 puis domine Daniel Roman le 4 juin 2022 avant d'être à son tour battu par arrêt de l'arbitre au 8e round par Naoya Inoue.
Le 1er février 2025, Stephen Fulton remporte le titre de champion du monde des poids plumes WBC en battant aux points Brandon Figueroa.

## Référence
1. ↑  (fr) Stephen Fulton s'est offert la ceinture WBO (rds.ca)